# Низовское (Пермский край)
Низовское — деревня в Бардымском районе Пермского края близ впадения реки Шермейки в Тунтор. Входит в состав Шермейской сельской территории
По результатам переписи 2010 года численность населения составила 21 человек, в том числе 11 мужчин и 10 женщин.
В 2005 году численность населения составляла 35 человек.
Находится примерно в 18 км к северо-востоку от центра села Барда.